# Peter van Anrooy
Peter Gijsbert van Anrooij, plus connu sous le nom de Peter van Anrooy, né le 13 octobre 1879 à Zaltbommel – mort le 31 décembre 1954 à La Haye, est un compositeur et chef d'orchestre néerlandais.